# Финал Кубка Стэнли 2018
Финал Кубка Стэнли 2018 — решающая серия розыгрыша плей-офф Кубка Стэнли в сезоне Национальной хоккейной лиги 2017/2018 годов. В финале принимали участие чемпионы Западной и Восточной конференций, «Вегас Голден Найтс» и «Вашингтон Кэпиталз» соответственно. Серия стартовала 28 мая на домашней площадке «Голден Найтс».
Этот финал является первым с 2007 года, в котором обе участвующие команды ранее никогда не выигрывали Кубок Стэнли.
«Вашингтон Кэпиталз» в пяти матчах обыграл «Вегас Голден Найтс» и завоевал свой первый в истории Кубок Стэнли. «Конн Смайт Трофи», приз самому ценному игроку плей-офф, получил  капитан чемпионов Александр Овечкин.

## Формат финала
Финальная серия состоит максимум из семи игр и ведётся до четырёх побед, в формате Д-Д-Г-Г-Д-Г-Д. Преимущество домашней площадки получает команда, занявшая наивысшее место в лиге по итогам регулярного чемпионата.

## Путь к финалу

### «Вегас Голден Найтс»
| М | Команда                | И  | В  | П  | ПО | ВОО | ШЗ  | ШП  | РШ  | Очки |
| - | ---------------------- | -- | -- | -- | -- | --- | --- | --- | --- | ---- |
| 1 | y — Вегас Голден Найтс | 82 | 51 | 24 | 7  | 47  | 272 | 228 | +44 | 109  |
| 2 | Анахайм Дакс           | 82 | 44 | 25 | 13 | 40  | 235 | 216 | +19 | 101  |
| 3 | Сан-Хосе Шаркс         | 82 | 45 | 27 | 10 | 40  | 252 | 229 | +23 | 100  |
| 4 | Лос-Анджелес Кингз     | 82 | 45 | 29 | 8  | 43  | 239 | 203 | +36 | 98   |
| 5 | Калгари Флэймз         | 82 | 37 | 35 | 10 | 35  | 218 | 248 | -30 | 84   |
| 6 | Эдмонтон Ойлерз        | 82 | 36 | 40 | 6  | 31  | 234 | 263 | -29 | 78   |
| 7 | Ванкувер Кэнакс        | 82 | 31 | 40 | 11 | 31  | 218 | 264 | -46 | 73   |
| 8 | Аризона Койотис        | 82 | 29 | 41 | 12 | 27  | 208 | 256 | -48 | 70   |

По итогам регулярного чемпионата «Вегас» стал чемпионом Тихоокеанского дивизиона, набрав 109 очков.
В первом раунде плей-офф «Голден Найтс» обыграли «Лос-Анджелес Кингз» в четырёх матчах. Во втором раунде был обыгран «Сан-Хосе Шаркс» в шести матчах, а в финале конференции одержана победа над «Виннипег Джетс» со счётом 4-1.
Проводящий свой первый сезон, «Вегас Голден Найтс» стал 3-м в истории НХЛ клубом дошедшим до финала Кубка Стэнли в дебютном сезоне.

### «Вашингтон Кэпиталз»
| М | Команда                | И  | В  | П  | ПО | ВОО | ШЗ  | ШП  | РШ  | Очки |
| - | ---------------------- | -- | -- | -- | -- | --- | --- | --- | --- | ---- |
| 1 | y — Вашингтон Кэпиталз | 82 | 49 | 26 | 7  | 46  | 259 | 239 | +20 | 105  |
| 2 | Питтсбург Пингвинз     | 82 | 47 | 29 | 6  | 45  | 272 | 250 | +22 | 100  |
| 3 | Филадельфия Флайерз    | 82 | 42 | 26 | 14 | 40  | 251 | 243 | +8  | 98   |
| 4 | Коламбус Блю Джекетс   | 82 | 45 | 30 | 7  | 39  | 242 | 230 | +12 | 97   |
| 5 | Нью-Джерси Девилз      | 82 | 44 | 29 | 9  | 39  | 248 | 244 | +4  | 97   |
| 6 | Каролина Харрикейнз    | 82 | 36 | 35 | 11 | 33  | 228 | 256 | -28 | 83   |
| 7 | Нью-Йорк Айлендерс     | 82 | 35 | 37 | 10 | 32  | 264 | 296 | -32 | 80   |
| 8 | Нью-Йорк Рейнджерс     | 82 | 34 | 39 | 9  | 31  | 231 | 268 | -37 | 77   |

В регулярном чемпионате «Вашингтон» набрал 105 очков и в третий раз подряд стал чемпионом Столичного дивизиона.
В первом раунде плей-офф «Кэпиталз» обыграли «Коламбус Блю Джекетс» в шести матчах. Во втором раунде также в шести матчах был обыгран чемпион последних двух сезонов «Питтсбург Пингвинз». В финале конференции «Вашингтон» в семи матчах выиграл серию у «Тампа-Бэй Лайтнинг».
Для «Вашингтон Кэпиталз» финал 2018 года является вторым в истории клуба. Впервые в финале Кубка Стэнли «Вашингтон» сыграл в 1998 году, где уступил «Детройт Ред Уингз» со счётом 0-4.

### Результаты матчей в регулярном чемпионате
| 23.12.2017                                                       | \| Вегас Голден Найтс \| 3 : 0 (3:0, 0:0, 0:0) протокол \| Вашингтон Кэпиталз \| \| Алекс Так — 02:37 Оскар Лингберг — 07:39 Вильям Карлссон — 14:55 \| Голы \| \| | Ти-Мобайл Арена    |
| Вегас Голден Найтс                                               | 3 : 0 (3:0, 0:0, 0:0) протокол | Вашингтон Кэпиталз |
| Алекс Так — 02:37 Оскар Лингберг — 07:39 Вильям Карлссон — 14:55 | Голы |                    |

| 04.02.2018                                                              | \| Вашингтон Кэпиталз \| 3 : 4 (1:1, 1:1, 1:2) протокол \| Вегас Голден Найтс \| \| Чендлер Стивенсон — 07:22 Мэтт Нисканен — 28:38 Никлас Бекстрём — 40:52 \| Голы \| 16:06 — Райан Карпентер 38:53 — Райлли Смит 49:21 — Райлли Смит 54:48 — Алекс Так \| | Кэпитал Уан-арена                                                                 |
| Вашингтон Кэпиталз                                                      | 3 : 4 (1:1, 1:1, 1:2) протокол | Вегас Голден Найтс                                                                |
| Чендлер Стивенсон — 07:22 Мэтт Нисканен — 28:38 Никлас Бекстрём — 40:52 | Голы | 16:06 — Райан Карпентер 38:53 — Райлли Смит 49:21 — Райлли Смит 54:48 — Алекс Так |

### Плей-офф
| Западная конференция |          |                      |            |                                         |
| Стадия               | Соперник | Соперник             | Общий счёт | Результаты игр                          |
| 1-й раунд            | УК       | «Лос-Анджелес Кингз» | 4 − 0      | 1:0, 2:1 (2ОТ), 3:2, 1:0                |
| 2-й раунд            | Т3       | «Сан-Хосе Шаркс»     | 4 − 2      | 7:0, 3:4 (2ОТ), 4:3 (ОТ), 0:4, 5:3, 3:0 |
| финал конференции    | Ц2       | «Виннипег Джетс»     | 4 − 1      | 2:4, 3:1, 4:2, 3:2, 2:1                 |

| Восточная конференция |          |                        |            |                                                   |
| Стадия                | Соперник | Соперник               | Общий счёт | Результаты игр                                    |
| 1-й раунд             | УК       | «Коламбус Блю Джекетс» | 4 − 2      | 3:4 (ОТ), 4:5 (ОТ), 3:2 (2ОТ), 4:1, 4:3 (ОТ), 6:3 |
| 2-й раунд             | С2       | «Питтсбург Пингвинз»   | 4 − 2      | 2:3, 4:1, 4:3, 1:3, 6:3, 2:1 (ОТ)                 |
| финал конференции     | А1       | «Тампа-Бэй Лайтнинг»   | 4 − 3      | 4:2, 6:2, 2:4, 2:4, 2:3, 3:0, 4:0                 |

## Арены
| Парадайс            | Ти-Мобайл Арена Кэпитал Уан-аренаАрены финала Кубка Стэнли 2018 | Вашингтон           |
| Ти-Мобайл Арена     | Ти-Мобайл Арена Кэпитал Уан-аренаАрены финала Кубка Стэнли 2018 | Кэпитал Уан-арена   |
| Вместимость: 17 367 | Ти-Мобайл Арена Кэпитал Уан-аренаАрены финала Кубка Стэнли 2018 | Вместимость: 18 506 |
|                     | Ти-Мобайл Арена Кэпитал Уан-аренаАрены финала Кубка Стэнли 2018 |                     |

## Ход серии
Североамериканское восточное время (UTC-4).

### Матч № 1
| 28 мая 2018 20:00 | Вегас Голден Найтс | 6 : 4 (2:2, 1:1, 3:1) | Вашингтон Кэпиталз | Ти-Мобайл Арена Зрителей: 18 575 |

| Отчёт | Отчёт                                               | Отчёт | Отчёт          | Отчёт                                                                        |
| --- | --------------------------------------------------- | --- | -------------- | ---------------------------------------------------------------------------- |
| |                                                     | |                |                                                                              |
| | Марк-Андре Флёри                                    | Вратари | Брэйден Холтби | Судьи: Мак Жоаннетт Уэс Макколи Линейные судьи: Мэтт Макферсон Джонни Мюррей |
| | Голы:                                               | |                | Судьи: Мак Жоаннетт Уэс Макколи Линейные судьи: Мэтт Макферсон Джонни Мюррей |
| Колин Миллер (бол.) — 07:15 (Э. Хаула) Вильям Карлссон — 18:19 (Р. Смит, Д. Энгелланд) Райлли Смит — 23:21 (Д. Энгелланд, Ж. Маршессо) Райан Ривз — 42:41 Томаш Носек — 49:44 (Ш. Теодор) Томаш Носек (п.в.) — 59:57 (Д. Перрон) | 1 : 0 1 : 1 : 2 : 2 3 : 2 3 : 3 : 4 : 4 5 : 4 6 : 4 | 14:41 — Бретт Коннолли (М. Кемпни, А. Бураковски) 15:23 — Никлас Бекстрём (Ти Джей Оши, Я. Врана) 28:29 — Джон Карлсон (Ти Джей Оши, Н. Бекстрём) 41:10 — Том Уилсон (А. Овечкин, Е. Кузнецов) |                | Судьи: Мак Жоаннетт Уэс Макколи Линейные судьи: Мэтт Макферсон Джонни Мюррей |
| |                                                     | |                | Судьи: Мак Жоаннетт Уэс Макколи Линейные судьи: Мэтт Макферсон Джонни Мюррей |
| |                                                     | |                | Судьи: Мак Жоаннетт Уэс Макколи Линейные судьи: Мэтт Макферсон Джонни Мюррей |
| |                                                     | |                | Судьи: Мак Жоаннетт Уэс Макколи Линейные судьи: Мэтт Макферсон Джонни Мюррей |
| 4 мин | Штраф                                               | 4 мин |                | Судьи: Мак Жоаннетт Уэс Макколи Линейные судьи: Мэтт Макферсон Джонни Мюррей |
| |                                                     | |                |                                                                              |
| | 34                                                  | Броски | 28             |                                                                              |

Перед матчем стартовые составы команд представлял известный ринг-анонсер Майкл Баффер. Счёт в матче был открыт на восьмой минуте 1-го периода, защитник «Вегаса» Колин Миллер дальним броском реализовал большинство. На 15-й минуте матча Бретт Коннолли подправил бросок Михала Кемпни и сравнял счёт в матче, а через 42 секунды Никлас Бекстрём вывел гостей вперёд, однако в концовке периода Вильям Карлссон сравнивает счёт. Через три с половиной минуты после старта 2-го периода Райлли Смит снова выводит хозяев вперёд. «Вашингтон» отыгрался спустя пять минут благодаря голу Джона Карлсона. В начале 3-го периода гости снова выходят вперёд после гола Тома Уилсона, но через полторы минуты тафгай «Вегаса» Райан Ривз сравнял счёт. В середине периода Томаш Носек замкнул передачу Ши Теодора и в третий раз в матче вывел «Голден Найтс» вперёд. За оставшееся время «Кэпиталз» предприняли несколько попыток сравнять счёт, но так и не смогли этого сделать, а за три секунды до финальной сирены пропустили в пустые ворота шестую шайбу.

### Матч № 2
| 30 мая 2018 20:00 | Вегас Голден Найтс | 2 : 3 (1:1, 1:2, 0:0) | Вашингтон Кэпиталз | Ти-Мобайл Арена Зрителей: 18 702 |

| Отчёт                                                                                    | Отчёт                       | Отчёт | Отчёт          | Отчёт                                                                      |
| ---------------------------------------------------------------------------------------- | --------------------------- | --- | -------------- | -------------------------------------------------------------------------- |
|                                                                                          |                             | |                |                                                                            |
|                                                                                          | Марк-Андре Флёри            | Вратари | Брэйден Холтби | Судьи: Крис Руни Келли Сазерленд Линейные судьи: Дерек Аммел Грег Деворски |
|                                                                                          | Голы:                       | |                | Судьи: Крис Руни Келли Сазерленд Линейные судьи: Дерек Аммел Грег Деворски |
| Джеймс Нил — 07:58 (Л. Сбиса, К. Миллер) Ши Теодор (бол.) — 37:47 (Р. Смит, В. Карлссон) | 1 : 0 1 : 1 : 2 1 : 3 2 : 3 | 17:27 — Ларс Эллер (М. Кемпни, А. Бураковски) 25:38 — Александр Овечкин (Л. Эллер, Н. Бекстрём) 29:41 — Брукс Орпик (Л. Эллер, А. Бураковски) |                | Судьи: Крис Руни Келли Сазерленд Линейные судьи: Дерек Аммел Грег Деворски |
|                                                                                          |                             | |                | Судьи: Крис Руни Келли Сазерленд Линейные судьи: Дерек Аммел Грег Деворски |
|                                                                                          |                             | |                | Судьи: Крис Руни Келли Сазерленд Линейные судьи: Дерек Аммел Грег Деворски |
|                                                                                          |                             | |                | Судьи: Крис Руни Келли Сазерленд Линейные судьи: Дерек Аммел Грег Деворски |
| 23 мин                                                                                   | Штраф                       | 14 мин |                | Судьи: Крис Руни Келли Сазерленд Линейные судьи: Дерек Аммел Грег Деворски |
|                                                                                          |                             | |                |                                                                            |
|                                                                                          | 39                          | Броски | 26             |                                                                            |

Счёт в матче был открыт на восьмой минуте первого периода. Нападающий «Голден Найтс» Джеймс Нил воспользовался ошибкой защитника «Кэпиталз» Дмитрия Орлова, неудачно сыгравшего на своей синей линии, и поразил ворота Брэйдена Холтби. В концовке периода гости отыгрались усилиями Ларса Эллера при игре 4 на 4. На шестой минуте 2-го периода Александр Овечкин реализовал большинство и вывел «Вашингтон» вперёд, а через четыре минуты Брук Орпик упрочил преимущество. На 38-й минуте матча защитник «Вегаса» Ши Теодор реализовал удаление Ти Джея Оши и сократил отставание до минимального. За оставшееся время «рыцари» попытались сравнять счёт, однако благодаря уверенной игре вратаря гостей Брэйдена Холтби, «Вашингтону» удалось отстоять преимущество и одержать свою первую в истории победу в финалах Кубка Стэнли. В первом периоде из-за травмы был вынужден покинуть площадку центральный нападающий «Кэпиталз» Евгений Кузнецов, который на льду в матче больше не появлялся.

### Матч № 3
| 2 июня 2018 20:00 | Вашингтон Кэпиталз | 3 : 1 (0:0, 2:0, 1:1) | Вегас Голден Найтс | Кэпитал Уан-арена Зрителей: 18 506 |

| Отчёт | Отчёт                   | Отчёт                                | Отчёт            | Отчёт                                                                         |
| --- | ----------------------- | ------------------------------------ | ---------------- | ----------------------------------------------------------------------------- |
| |                         |                                      |                  |                                                                               |
| | Брэйден Холтби          | Вратари                              | Марк-Андре Флёри | Судьи: Марк Жоаннетт Уэс Макколи Линейные судьи: Джонни Мюррей Мэтт Макферсон |
| | Голы:                   |                                      |                  | Судьи: Марк Жоаннетт Уэс Макколи Линейные судьи: Джонни Мюррей Мэтт Макферсон |
| Александр Овечкин — 21:10 (Дж. Карлсон, Е. Кузнецов) Евгений Кузнецов — 32:50 (Дж. Бигл, Ти Джей Оши) Деванте Смит-Пелли — 53:53 (Дж. Бигл) | 1 : 0 2 : 0 2 : 1 3 : 1 | 43:29 — Томаш Носек (П.-Э. Белльмар) |                  | Судьи: Марк Жоаннетт Уэс Макколи Линейные судьи: Джонни Мюррей Мэтт Макферсон |
| |                         |                                      |                  | Судьи: Марк Жоаннетт Уэс Макколи Линейные судьи: Джонни Мюррей Мэтт Макферсон |
| |                         |                                      |                  | Судьи: Марк Жоаннетт Уэс Макколи Линейные судьи: Джонни Мюррей Мэтт Макферсон |
| |                         |                                      |                  | Судьи: Марк Жоаннетт Уэс Макколи Линейные судьи: Джонни Мюррей Мэтт Макферсон |
| 4 мин | Штраф                   | 8 мин                                |                  | Судьи: Марк Жоаннетт Уэс Макколи Линейные судьи: Джонни Мюррей Мэтт Макферсон |
| |                         |                                      |                  |                                                                               |
| | 26                      | Броски                               | 22               |                                                                               |

Первый период заброшенных шайб не принёс. На второй минуте 2-го периода капитан «Вашингтона» Александр Овечкин открыл счёт, удачно сыграв на добивании после серии бросков по воротам Марка-Андре Флёри. Через десять минут Евгений Кузнецов удваивает счёт, реализовав контратаку три в один. В начале 3-го периода гости сократили отставание в счёте после того, как вратарь «Кэпиталз» Брэйден Холтби ошибся при игре за собственными воротами. За шесть минут до конца периода Деванте Смит-Пелли снова увеличивает преимущество хозяев до двух шайб и устанавливает окончательный счёт матча 3:1.

### Матч № 4
| 4 июня 2018 20:00 | Вашингтон Кэпиталз | 6 : 2 (3:0, 1:0, 2:2) | Вегас Голден Найтс | Кэпитал Уан-арена Зрителей: 18 506 |

| Отчёт | Отчёт                                           | Отчёт                                                                                | Отчёт            | Отчёт                                                                      |
| --- | ----------------------------------------------- | ------------------------------------------------------------------------------------ | ---------------- | -------------------------------------------------------------------------- |
| |                                                 |                                                                                      |                  |                                                                            |
| | Брэйден Холтби                                  | Вратари                                                                              | Марк-Андре Флёри | Судьи: Келли Сазерленд Крис Руни Линейные судьи: Грег Деворски Дерек Амелл |
| | Голы:                                           |                                                                                      |                  | Судьи: Келли Сазерленд Крис Руни Линейные судьи: Грег Деворски Дерек Амелл |
| Ти Джей Оши (бол.) — 09:54 (Е. Кузнецов, Н. Бекстрём) Тим Уилсон — 16:26 (Е. Кузнецов) Деванте Смит-Пелли — 19:39 (М. Нисканен, А. Овечкин) Джон Карлсон (бол.) — 35:23 (Е. Кузнецов, Ти Джей Оши) Михал Кемпни — 53:39 (Н. Бекстрём, Ти Джей Оши) Бретт Коннолли (бол.) — 58:51 (Н. Бекстрём, Е. Кузнецов) | 1 : 0 2 : 0 3 : 0 4 : 0 4 : 1 4 : 2 5 : 2 6 : 2 | 45:43 — Джеймс Нил (Э. Хаула, К. Миллер) 52:26 — Райлли Смит (Ж. Маршессо, Л. Сбиса) |                  | Судьи: Келли Сазерленд Крис Руни Линейные судьи: Грег Деворски Дерек Амелл |
| |                                                 |                                                                                      |                  | Судьи: Келли Сазерленд Крис Руни Линейные судьи: Грег Деворски Дерек Амелл |
| |                                                 |                                                                                      |                  | Судьи: Келли Сазерленд Крис Руни Линейные судьи: Грег Деворски Дерек Амелл |
| |                                                 |                                                                                      |                  | Судьи: Келли Сазерленд Крис Руни Линейные судьи: Грег Деворски Дерек Амелл |
| 20 мин | Штраф                                           | 32 мин                                                                               |                  | Судьи: Келли Сазерленд Крис Руни Линейные судьи: Грег Деворски Дерек Амелл |
| |                                                 |                                                                                      |                  |                                                                            |
| | 23                                              | Броски                                                                               | 30               |                                                                            |

После поражения в прошлом матче тренерский штаб «Голден Найтс» внёс изменения в составе, заменив Дэвида Перрона на Томаша Татара. «Вашингтон» в первом периоде забил три безответные шайбы и ещё одну во втором. В третьем периоде «Вегас» отыграл две шайбы, однако голы Михала Кемпни и Бретта Коннолли снова установили разницу в четыре шайбы. «Вашингтон Кэпиталз» со счётом 6:2 выиграл 4-й матч серии и оказался в одной победе от завоевания Кубка Стэнли. Нападающий хозяев Евгений Кузнецов отдал четыре результативные передачи и стал первым с 1996 года игроком и 12-м в истории НХЛ, кто сумел сделать «ассистентский покер» в матче финальной серии.

### Матч № 5
| 7 июня 2018 20:00 | Вегас Голден Найтс | 3 : 4 (0:0, 3:2, 0:2) | Вашингтон Кэпиталз | Ти-Мобайл Арена Зрителей: 18 529 |

| Отчёт | Отчёт                               | Отчёт | Отчёт          | Отчёт                                                                         |
| --- | ----------------------------------- | --- | -------------- | ----------------------------------------------------------------------------- |
| |                                     | |                |                                                                               |
| | Марк-Андре Флёри                    | Вратари | Брэйден Холтби | Судьи: Марк Жоаннетт Уэс Макколи Линейные судьи: Джонни Мюррей Мэтт Макферсон |
| | Голы:                               | |                | Судьи: Марк Жоаннетт Уэс Макколи Линейные судьи: Джонни Мюррей Мэтт Макферсон |
| Нэйт Шмидт — 29:40 (Р. Смит, Ж. Маршессо) Давид Перрон — 32:56 (Т. Татар, К. Миллер) Райлли Смит (бол.) — 39:31 (А. Так, Ш. Теодор) | 0 : 1 : 1 1 : 2 : 2 3 : 2 3 : 3 : 4 | 26:24 — Якуб Врана (Т. Уилсон, Е. Кузнецов) 30:14 — Александр Овечкин (бол.) (Н. Бекстрём, Дж. Карлсон) 49:52 — Деванте Смит-Пелли (Б. Орпик) 52:23 — Ларс Эллер (Б. Коннолли, А. Бураковски) |                | Судьи: Марк Жоаннетт Уэс Макколи Линейные судьи: Джонни Мюррей Мэтт Макферсон |
| |                                     | |                | Судьи: Марк Жоаннетт Уэс Макколи Линейные судьи: Джонни Мюррей Мэтт Макферсон |
| |                                     | |                | Судьи: Марк Жоаннетт Уэс Макколи Линейные судьи: Джонни Мюррей Мэтт Макферсон |
| |                                     | |                | Судьи: Марк Жоаннетт Уэс Макколи Линейные судьи: Джонни Мюррей Мэтт Макферсон |
| 12 мин | Штраф                               | 8 мин |                | Судьи: Марк Жоаннетт Уэс Макколи Линейные судьи: Джонни Мюррей Мэтт Макферсон |
| |                                     | |                |                                                                               |
| | 31                                  | Броски | 33             |                                                                               |

Перед матчем в состав «Голден Найтс» вернулся Давид Перрон, а также в финале дебютировал Уильям Каррье. Вне заявки оказались Райан Карпентер и Райан Ривз. Счёт в матче был открыт «Вашингтоном» на седьмой минуте 2-го периода. Через три с половиной минуты «Вегас» отыгрался, однако в следующей же атаке капитан гостей Александр Овечкин заработал для своей команды большинство, которое сам же и реализовал. Этот гол стал для Овечкина 15-м в плей-офф 2018 и таким образом он установил новый клубный рекорд по количеству заброшенных шайб в одном розыгрыше плей-офф, обойдя на одну шайбу Джона Дрюса. «Голден Найтс» снова отыгрались усилиями Дэвида Перрона, а за 30 секунд до конца периода Райлли Смит впервые выводит хозяев вперёд. В середине 3-го периода Деванте Смит-Пелли делает счёт равным, 3:3. За семь с половиной минут до конца периода Марк-Андре Флёри не смог зафиксировать шайбу после броска Бретта Коннолли, чем воспользовался Ларс Эллер и добил её в ворота «Вегаса». «Кэпиталз» снова вышли вперёд в матче. За оставшееся время хоккеисты «Вегас Голден Найтс» не смогли сравнять счёт. «Вашингтон Кэпиталз» впервые в своей истории завоевал Кубок Стэнли, а капитан «столичных» Александр Овечкин был признан самым ценным игроком плей-офф.
| Обладатель Кубка Стэнли 2018    |
| ------------------------------- |
| Вашингтон Кэпиталз Первый титул |

## Составы команд

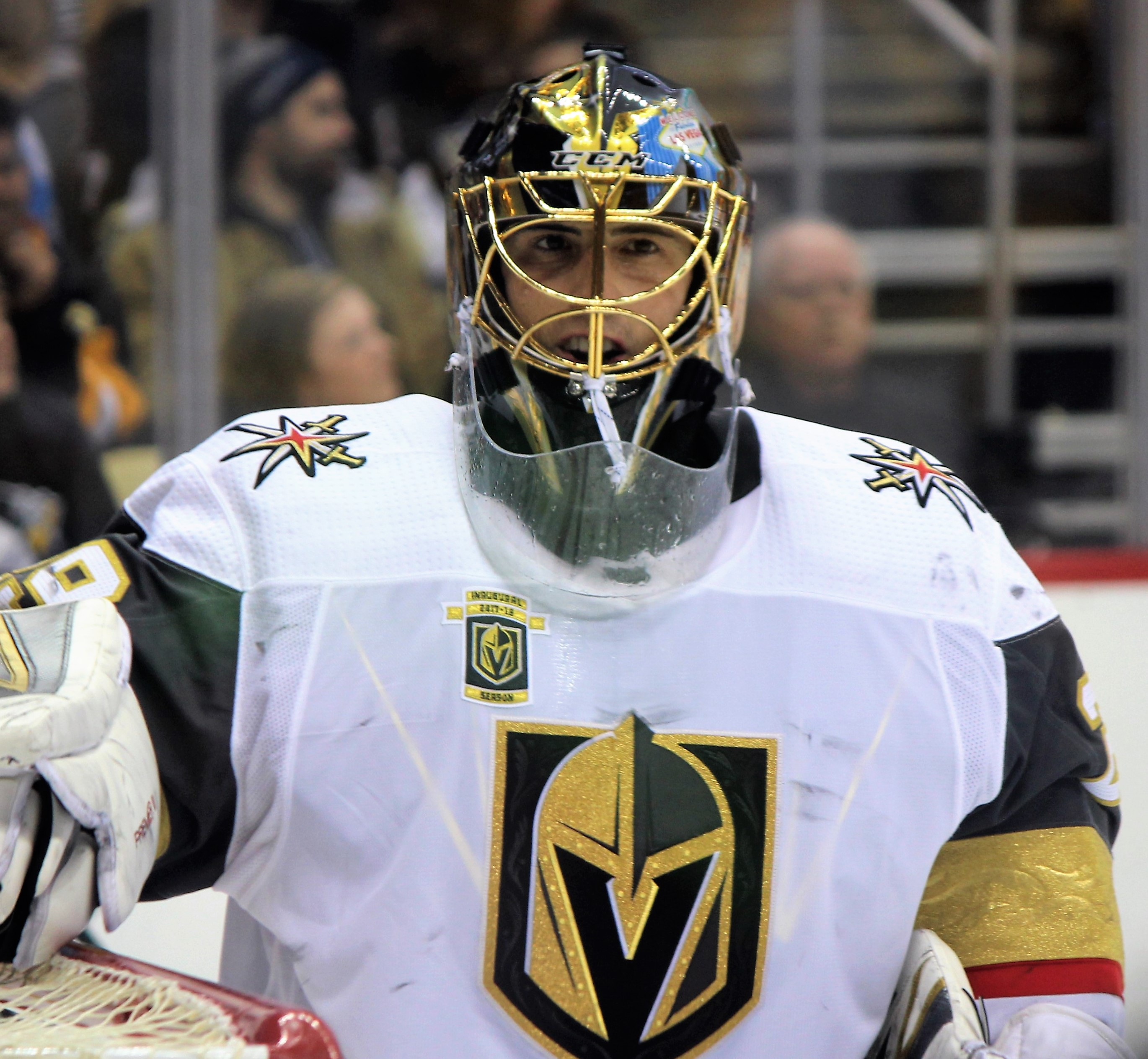
Для голкипера «Вегаса» Марка-Андре Флёри этот финал является пятым в карьере. Предыдущие четыре он провёл в составе «Питтсбург Пингвинз» и выиграл три Кубка Стэнли

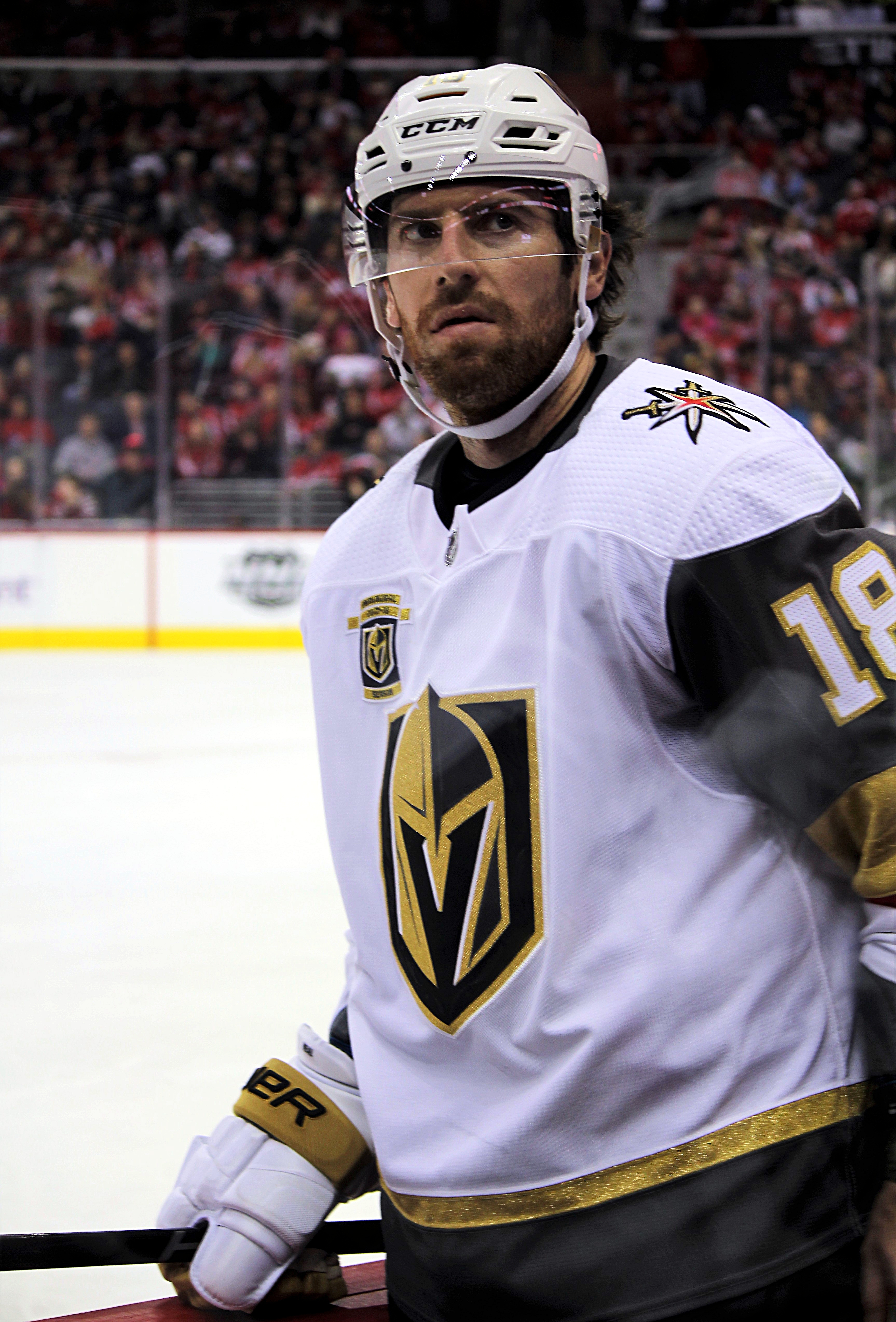
Нападающий «Голден Найтс» Джеймс Нил в прошлом сезоне выступал в составе «Нэшвилл Предаторз» и уступил в финале Кубка Стэнли «Питтсбург Пингвинз»

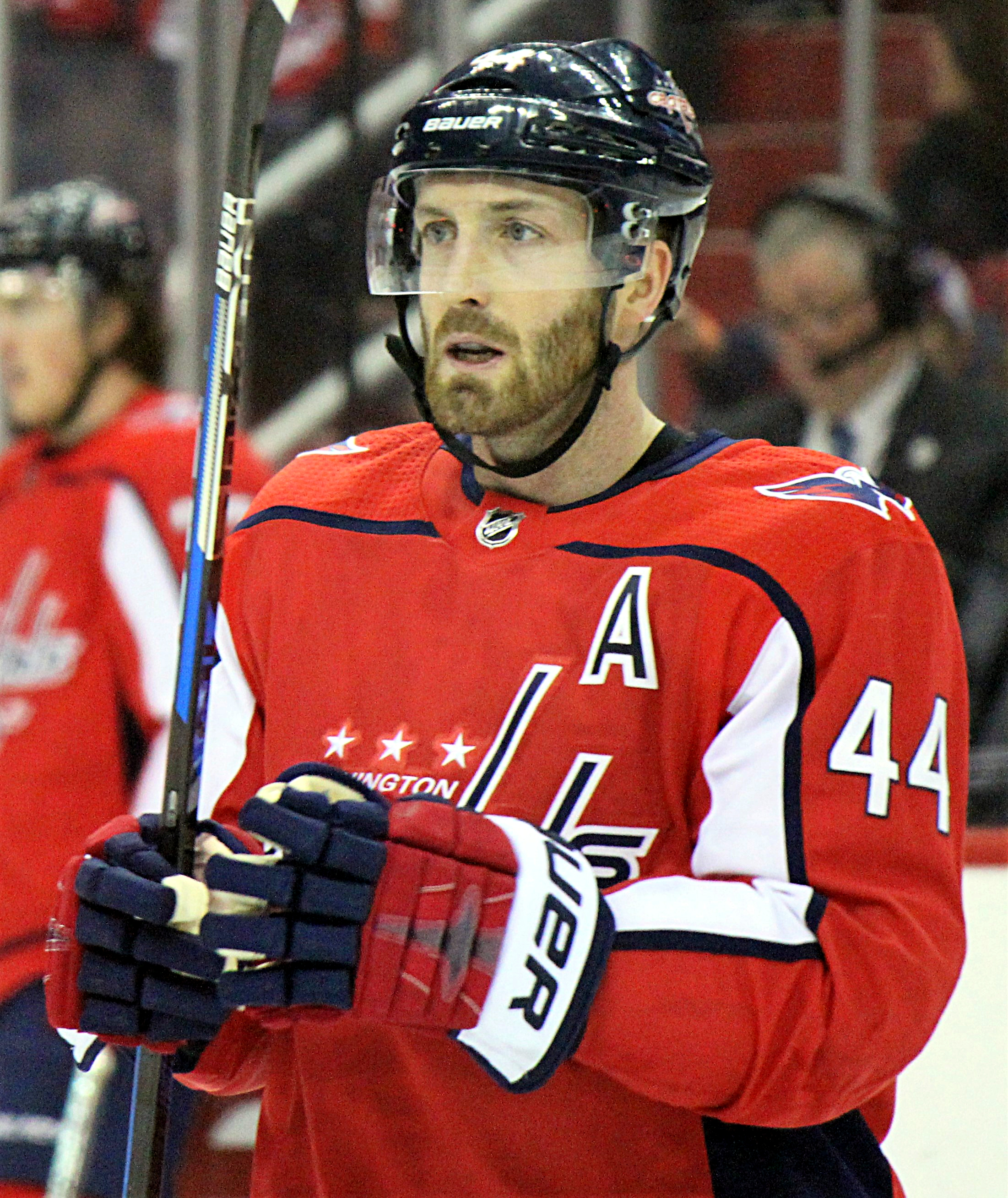
Защитник «Кэпиталз» Брукс Орпик завоевал свой первый Кубок Стэнли в 2009 году с «Питтсбург Пингвинз»

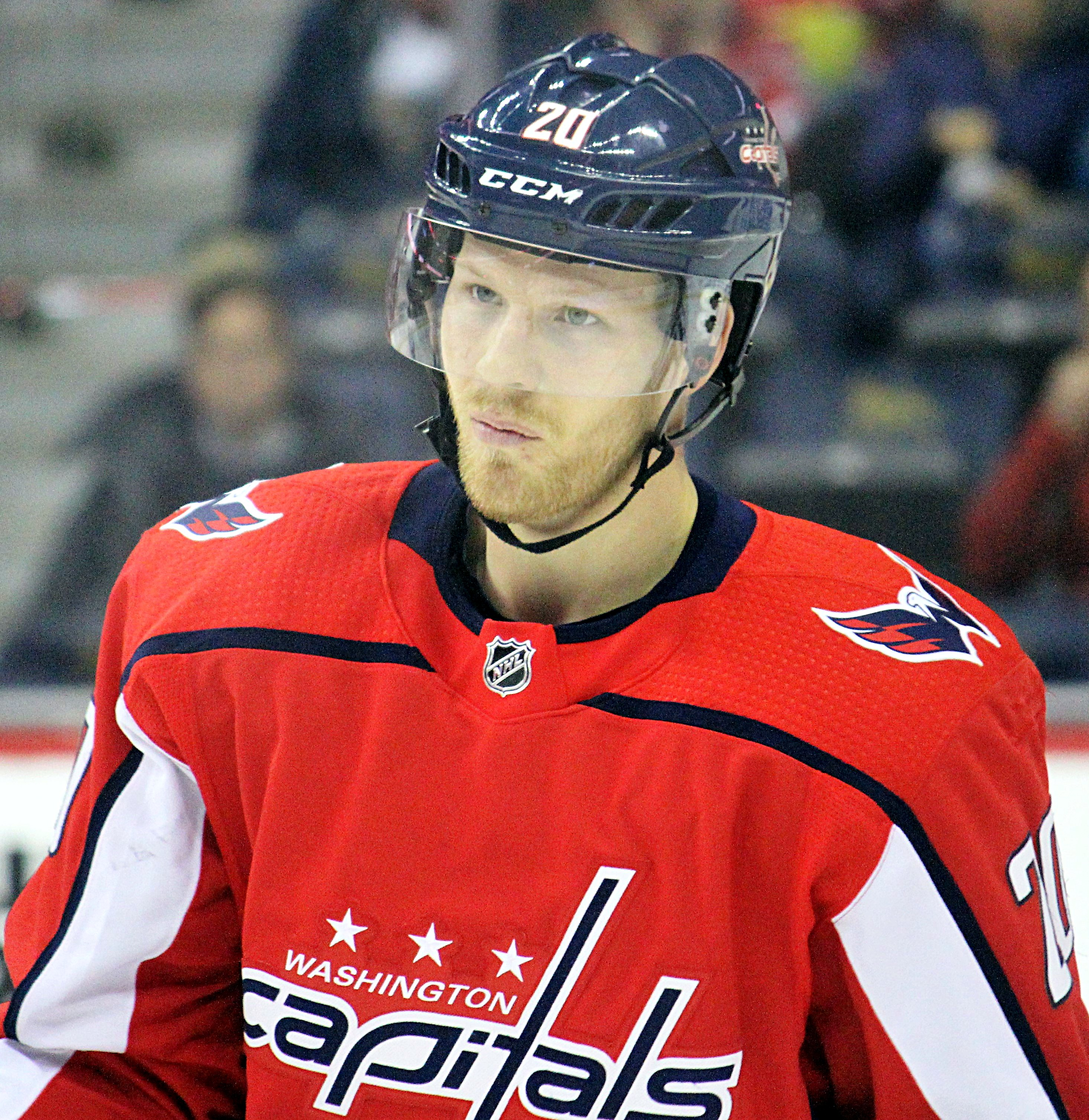
Автор победного гола «Кэпиталз» Ларс Эллер, стал первым датчанином завоевавшим Кубок Стэнли

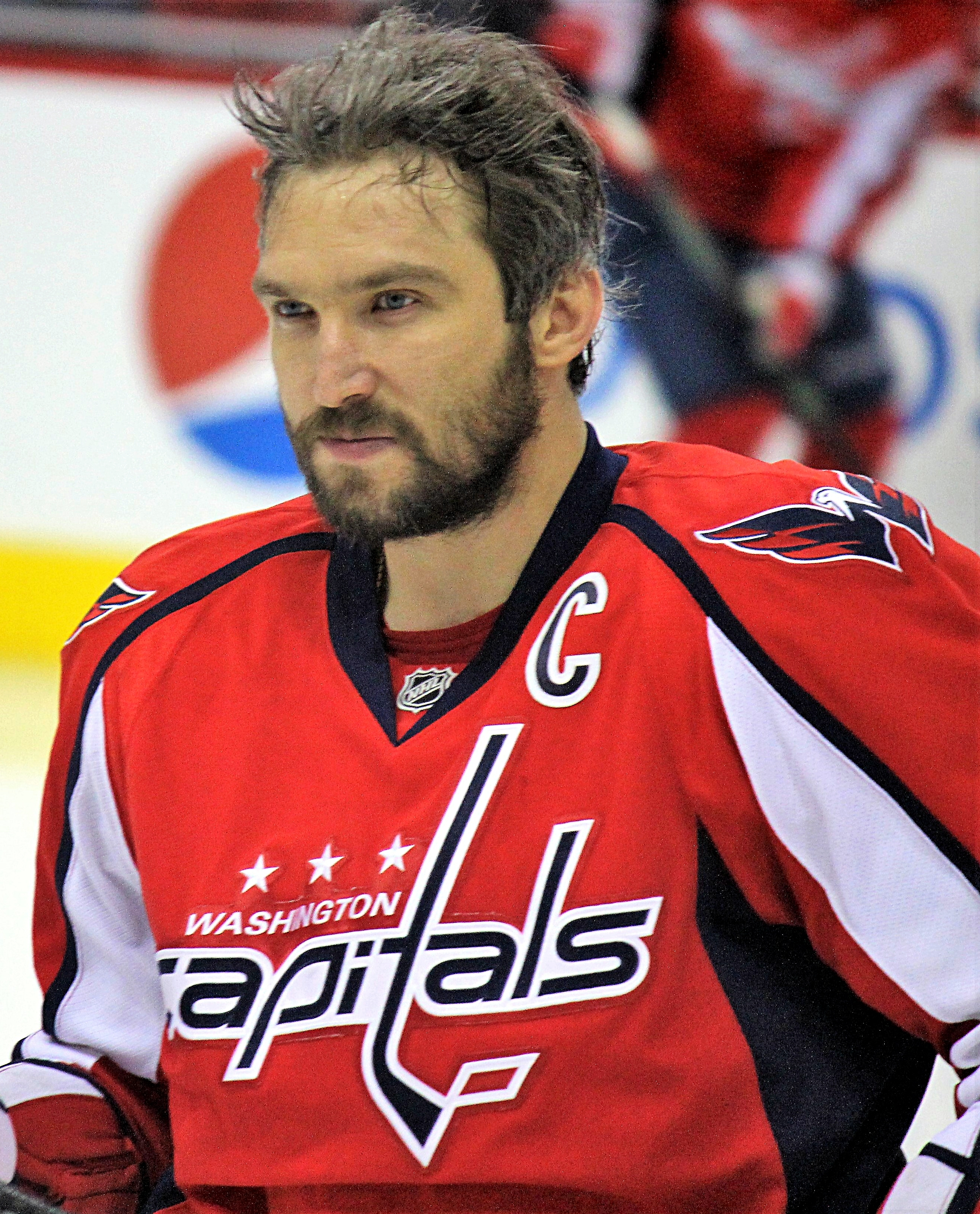
Александр Овечкин был признан самым ценным игроком плей-офф, а также стал первым российским игроком завоевавшим Кубок Стэнли в качестве капитана команды

### «Вегас Голден Найтс»
| Вратари    |                |                         |                 |                                |
| Номер      | Страна         | Имя                     | Дата рождения   | Участие в финале               |
| 29         | Флаг Канады    | Марк-Андре Флёри        | 28 ноября 1984  | пятое (2008, 2009, 2016, 2017) |
| 33         | Флаг Канады    | Максим Легасе           | 12 января 1993  | первое                         |
| Защитники  |                |                         |                 |                                |
| Номер      | Страна         | Имя                     | Дата рождения   | Участие в финале               |
| 3          | Флаг Канады    | Брэйден Макнэбб         | 21 января 1991  | первое                         |
| 5          | Флаг Канады    | Дерик Энгелланд — А     | 3 апреля 1982   | первое                         |
| 6          | Флаг Канады    | Колин Миллер            | 29 октября 1992 | первое                         |
| 27         | Флаг Канады    | Ши Теодор               | 3 августа 1985  | первое                         |
| 47         | Флаг Швейцарии | Лука Сбиса              | 30 января 1990  | первое                         |
| 88         | Флаг США       | Нэйт Шмидт              | 16 июля 1991    | первое                         |
| Нападающие |                |                         |                 |                                |
| Номер      | Страна         | Имя                     | Дата рождения   | Участие в финале               |
| 18         | Флаг Канады    | Джеймс Нил — А          | 3 сентября 1987 | второе (2017)                  |
| 19         | Флаг Канады    | Райлли Смит — А         | 1 апреля 1991   | первое                         |
| 21         | Флаг Канады    | Коди Икин               | 24 мая 1991     | первое                         |
| 28         | Флаг Канады    | Уильям Каррье           | 20 декабря 1994 | первое                         |
| 40         | Флаг США       | Райан Карпентер         | 18 января 1991  | первое                         |
| 41         | Флаг Франции   | Пьер-Эдуар Белльмар — А | 6 марта 1985    | первое                         |
| 56         | Флаг Финляндии | Эрик Хаула              | 23 марта 1991   | первое                         |
| 57         | Флаг Канады    | Давид Перрон — А        | 28 мая 1988     | первое                         |
| 71         | Флаг Швеции    | Вильям Карлссон         | 8 января 1993   | первое                         |
| 75         | Флаг Канады    | Райан Ривз              | 20 января 1987  | первое                         |
| 81         | Флаг Канады    | Жонатан Маршессо        | 27 декабря 1990 | первое                         |
| 89         | Флаг США       | Алекс Так               | 10 мая 1996     | первое                         |
| 90         | Флаг Словакии  | Томаш Татар             | 1 декабря 1990  | первое                         |
| 92         | Флаг Чехии     | Томаш Носек             | 1 сентября 1992 | первое                         |

### «Вашингтон Кэпиталз»
| Вратари    |               |                       |                  |                     |
| Номер      | Страна        | Имя                   | Дата рождения    | Участие в финале    |
| 31         | Флаг Германии | Филипп Грубауэр       | 25 ноября 1991   | первое              |
| 70         | Флаг Канады   | Брэйден Холтби        | 16 сентября 1989 | первое              |
| Защитники  |               |                       |                  |                     |
| Номер      | Страна        | Имя                   | Дата рождения    | Участие в финале    |
| 2          | Флаг США      | Мэтт Нисканен         | 6 декабря 1986   | первое              |
| 6          | Флаг Чехии    | Михал Кемпни          | 8 сентября 1990  | первое              |
| 9          | Флаг России   | Дмитрий Орлов         | 23 июля 1991     | первое              |
| 29         | Флаг Швеции   | Кристиан Йус          | 6 августа 1994   | первое              |
| 44         | Флаг США      | Брукс Орпик — А       | 26 сентября 1980 | третье (2008, 2009) |
| 74         | Флаг США      | Джон Карлсон          | 10 января 1990   | первое              |
| Нападающие |               |                       |                  |                     |
| Номер      | Страна        | Имя                   | Дата рождения    | Участие в финале    |
| 8          | Флаг России   | Александр Овечкин — К | 17 сентября 1985 | первое              |
| 10         | Флаг Канады   | Бретт Коннолли        | 2 мая 1992       | первое              |
| 13         | Флаг Чехии    | Якуб Врана            | 28 февраля 1996  | первое              |
| 18         | Флаг Канады   | Чендлер Стивенсон     | 22 апреля 1994   | первое              |
| 19         | Флаг Швеции   | Никлас Бекстрём — А   | 23 ноября 1987   | первое              |
| 20         | Флаг Дании    | Ларс Эллер            | 8 мая 1989       | первое              |
| 25         | Флаг Канады   | Деванте Смит-Пелли    | 14 июня 1992     | первое              |
| 43         | Флаг Канады   | Том Уилсон            | 29 марта 1994    | первое              |
| 65         | Флаг Швеции   | Андре Бураковски      | 9 февраля 1995   | первое              |
| 77         | Флаг США      | Ти Джей Оши           | 23 декабря 1986  | первое              |
| 83         | Флаг Канады   | Джей Бигл             | 16 октября 1985  | первое              |
| 92         | Флаг России   | Евгений Кузнецов      | 19 мая 1992      | первое              |

## Обладатели Кубка Стэнли 2018
Указаны игроки, тренеры и сотрудники фронт-офиса, чьи имена выгравированы на Кубке Стэнли

| Вратари: - 31 Филипп Грубауэр - 70 Брэйден Холтби | Защитники: - 2 Мэтт Нисканен - 6 Михал Кемпни - 9 Дмитрий Орлов - 22 Мэдисон Боуи - 29 Кристиан Йус - 44 Брукс Орпик — А - 74 Джон Карлсон | Крайние нападающие: - 8 Александр Овечкин — К - 10 Бретт Коннолли - 13 Якуб Врана - 25 Деванте Смит-Пелли - 39 Алекс Чейссон - 43 Том Уилсон - 65 Андре Бураковски - 77 Ти Джей Оши | Центральные нападающие: - 18 Чендлер Стивенсон - 19 Никлас Бекстрём — А - 20 Ларс Эллер - 83 Джей Бигл - 92 Евгений Кузнецов | Главный тренер: - Барри Троц Ассистенты: - Тодд Рирден - Блэйн Форсайт - Лэйн Ламберт Тренер вратарей: - Скотт Мюррей | Генеральный менеджер: - Брайан Маклеллан Ассистенты: - Росс Махоуни - Дон Фишман | Владелец: - Тед Леонсис Президент: - Дик Патрик |

## Телевидение
Трансляции финала в США осуществлял канал NBC и его подразделение NBCSN. В Канаде трансляции организовывал телеканал CBC на английском языке и TVA Sports на французском.
Первый матч серии в Северной Америке посмотрело 8,395 млн. зрителей, что на 7 % больше аналогичного показателя финала 2017 года.

### Телевизионные рейтинги
| Матч | Вещатель | Рейтинг | Зрителей в США |
| ---- | -------- | ------- | -------------- |
| 1    | NBC      | 2,9     | 5,19 млн.      |
| 2    | NBCSN    | 2,0     | 3,64 млн.      |
| 3    | NBCSN    | 1,9     | 3,43 млн.      |
| 4    | NBC      | 3,0     | 5,06 млн.      |
| 5    | NBC      | 3,9     | 6,58 млн.      |

### Комментарии
1. ↑  Не участвовал в матчах № 1, № 2, № 3, № 4
2. ↑  Не участвовал в матче № 5
3. ↑  Не участвовал в матче № 4
4. ↑  Не участвовал в матче № 5
5. ↑  Не участвовал в матчах № 1, № 2, № 3
6. ↑  Провёл 51 матч в регулярном чемпионате
7. ↑  Провёл 61 матч в регулярном чемпионате